# 드래곤 퀘스트 V: 천공의 신부
《드래곤 퀘스트 V: 천공의 신부》는 드래곤 퀘스트 비디오 게임 시리즈 중 5번째 게임인 롤플레잉 비디오 게임이다. 스파이크 춘소프트가 개발하고 에닉스가 배급한 이 게임은 1992년 9월 일본에서 슈퍼 패미컴 비디오 게임 콘솔용으로 출시된 시리즈 중 최초의 타이틀이었다. 드래곤 퀘스트 V는 당시 프로그래밍 문제로 인해 일본 외 지역에서는 발매되지 않은 시리즈 중 첫 번째 게임이기도 하다.
나중에 2004년 플레이스테이션 2용으로 일본에서만 개선 리메이크판으로 출시되었다. ArtePiazza와 매트릭스 소프트웨어가 개발하였다. 또다른 리메이크 작품은 닌텐도 DS용으로 2008년 8월 일본에서, 전 세계를 대상으로는 2009년 2월 출시되면서 영어로 공식 출시된 첫 번째 게임이 되었다. 안드로이드와 iOS용 이식판은 2014년 12월 일본에서, 그 다음달엔 전 세계적으로 출시되었다.

## 평가
| 평론 점수           | 평론 점수 | 평론 점수 | 평론 점수 | 평론 점수 |
| 평론사              | 점수      | 점수      | 점수      | 점수      |
| 평론사              | DS        | iOS       | PS2       | SNES      |
| ------------------- | --------- | --------- | --------- | --------- |
| 1UP.com             | A+        |           |           |           |
| 에지                | 8/10      |           |           |           |
| 유로게이머          | 8/10      |           |           |           |
| 패미츠              | 36/40 90% |           | 34/40 90% | 36/40 93% |
| 게임스팟            | 8.5/10    |           |           |           |
| IGN                 | 8.9/10    |           |           |           |
| 닌텐도 파워         | 8.5/10    |           |           |           |
| ONM                 | 90%       |           |           |           |
| 포켓 게이머         |           | [ 18 ]    |           |           |
| 터치아케이드        |           | [ 19 ]    |           |           |
| Dengeki PlayStation |           |           | 36.5/40   |           |
| Gaming Age          |           | A         |           |           |
| HonestGamers        |           |           |           | [ 21 ]    |
| 통합 점수           |           |           |           |           |
| 메타크리틱          | 84/100    | 90/100    |           |           |

| 수상                        | 수상                                  |
| 평론사                      | 수상                                  |
| --------------------------- | ------------------------------------- |
| Famitsu                     | All Time Top 100 (11th)               |
| Famitsu                     | All Time Top 100 (40th)               |
| Sony Computer Entertainment | Favorite PlayStation Game of All Time |

## 참조

### 내용주
1. ↑  영어: Dragon Quest V: Hand of the Heavenly Bride, ドラゴンクエストV 天空の花嫁